# Campionato francese di pallavolo femminile
Il campionato francese di pallavolo femminile è un insieme di tornei pallavolistici per squadre di club francesi, istituiti dalla Federazione pallavolistica della Francia.

## Struttura
- Campionati nazionali professionistici:

Ligue A: a girone unico, partecipano dodici squadre.
- Campionati nazionali non professionistici:

Élite: a girone unico, partecipano dodici squadre;
Nationale 1: a girone unico, partecipano dodici squadre;
Nationale 2: a quattro gironi, partecipano quarantaquattro squadre;
Nationale 3: a otto gironi, partecipano settantanove squadre.
- Campionati regionali non professionistici.
- Campionati dipartimentali non professionistici.